# Hyllisia quinquelineata
Hyllisia quinquelineata är en skalbaggsart som beskrevs av Stefan von Breuning 1948. Hyllisia quinquelineata ingår i släktet Hyllisia och familjen långhorningar. Inga underarter finns listade i Catalogue of Life.